# سرگلان (زاوه)
سرگلان روستایی در دهستان سلیمان بخش سلیمان شهرستان زاوه استان خراسان رضوی ایران است. بر پایه سرشماری عمومی نفوس و مسکن در سال ۱۳۹۰ جمعیت این روستا ۹۱۱ نفر (در ۲۶۴ خانوار) بوده است.